# Airds
Airds est une banlieue de Sydney, dans l’État australien de Nouvelle-Galles du Sud. Airds se trouve à 56 kilomètres au sud-ouest du quartier central des affaires de Sydney, dans la zone d'administration locale de la ville de Campbelltown et fait partie de la Circonscription de Macarthur. 
Airds est un quartier principalement résidentiel et la majorité des maisons de cette banlieue sont la propriété de Housing NSW. En 2016, elle comptait 2926 habitants.

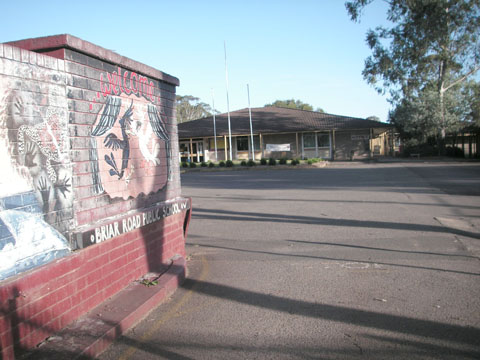
Une école à Airds.

## Sources
- (en) Cet article est partiellement ou en totalité issu de l’article de Wikipédia en anglais intitulé « Airds, New South Wales » (voir la liste des auteurs).